# 冨森アンドリュー
冨森アンドリュー（とみもり アンドリュー、1991年4月3日 - ）は、日本の俳優。
埼玉県出身。Office_NOVAI_entertainment所属。身長180cm、体重68kg。日本人とオーストラリア人のハーフ。兄は俳優の冨森ジャスティン。以前はキューブに所属していた。

## 人物・略歴
2006年、大宮アルディージャユース所属時にブラジルで開催された国際大会にU-15日本代表として出場している。
2008年、第21回ジュノン・スーパーボーイ・コンテストBEST30を機に芸能界入り。
浜尾京介と桜田通と仲が良い。
兄の冨森ジャスティンと冨森兄弟として若手芸人のネタ見せ番組・笑う新撰組（テレ朝チャンネル）で漫才（実際は通販ネタのショートコント）を披露。石倉三郎と、山口弘和（コント山口君と竹田君）から高評価を得た。

## 出演

### 映画
- ごくせん THE MOVIE（2009年7月11日） - 広岡アンドリュー役

### テレビドラマ
- ごくせん 卒業スペシャル'09 （2009年、日本テレビ） - 広岡アンドリュー 役
- イケ麺そば屋探偵〜いいんだぜ!〜 第5・6話（2009年5月2日・9日、日本テレビ）

### 舞台
- 『W〜ダブル』（2010年8月）
- cube neXt『押忍!!ふんどし部!』（作：細川徹・演出：河原雅彦）
  - 初演（2010年11月）
  - 再演（2012年1月）
- ロミオとシラノとジュリエット

## サッカー歴

### 代表歴
- U-15Jリーグ選抜
- U-15日本代表